# ایسترن اسکایجتز
ایسترن اسکایجتز (به انگلیسی: Eastern SkyJets) یک شرکت هواپیمایی با کد یاتا EE است که در تاریخ ۲۰۰۴ میلادی تأسیس شده است. دفتر مرکزی ایسترن اسکایجتز در دبی، امارات متحده عربی واقع شده‌است و قطب این شرکت هواپیمایی در فرودگاه بین‌المللی دبی و فرودگاه رأس‌الخیمه قرار دارد و به خاورمیانه، آسیا، آفریقا و اروپا، پرواز انجام می‌دهد.